# Wassil Etropolski
Wassil Etropolski (bulgarisch Васил Етрополски; * 18. März 1959 in Sofia) ist ein ehemaliger bulgarischer Säbelfechter.

## Erfolge
Wassil Etropolski wurde 1983 in Wien im Einzel Weltmeister. Aufgrund dieses Erfolgs wurde er zum bulgarischen Sportler des Jahres gewählt. 1985 belegte er in Barcelona den dritten Rang, während er mit der Mannschaft Silber gewann. Im Mannschaftswettbewerb folgten 1986 in Sofia Bronze und 1987 in Lausanne Silber. Zweimal nahm er an Olympischen Spielen teil: 1980 verpasste er in Moskau mit Rang vier im Einzel knapp einen Medaillengewinn. Mit der bulgarischen Equipe wurde er Achter. Bei den Olympischen Spielen 1988 in Seoul, bei denen er bei der Eröffnungsfeier Fahnenträger der bulgarischen Delegation war, erreichte er Rang 13 im Einzel und nochmals Rang acht mit der Mannschaft.
Sein Zwillingsbruder Christo Etropolski war ebenfalls Fechter.